# Ciurila
Ciurila (in ungherese Csürülye) è un comune della Romania di 1452 abitanti, ubicato nel distretto di Cluj, nella regione storica della Transilvania.
Il comune è formato dall'unione di 8 villaggi: Ciurila, Filea de Jos, Filea de Sus, Pădureni, Pruniș, Sălicea, Săliște, Șutu.
Dal 2008 è parte integrante della Zona metropolitana di Cluj Napoca.